# شوتا سومتانی
شوتا سومتانی (انگلیسی: Shōta Sometani؛ زادهٔ ۳ سپتامبر ۱۹۹۲) هنرپیشه ژاپنی از کوتو، توکیو است. از فیلم‌هایی که وی در آن نقش داشته‌است، می‌توان به خلبان ابدی و عشق اول اشاره کرد.